# Troițcoe, Cimișlia
Troițcoe este un sat din raionul Cimișlia, Republica Moldova.

## Istorie
Satul Troițcoe a fost fondat în anul 1827 de coloniști ruși veniți din regiunile Kursk, Orlovsk și Reazan.

## Demografie

### Structura etnică
Structura etnică a localității conform recensământului populației din 2004:
| Grup etnic                    | Populație | % Procentaj |
| ----------------------------- | --------- | ----------- |
| Ruși                          | 896       | 72,14%      |
| Băștinași declarați Moldoveni | 216       | 17,39%      |
| Ucraineni                     | 110       | 8,86%       |
| Găgăuzi                       | 7         | 0,56%       |
| Bulgari                       | 2         | 0,16%       |
| Evrei                         | 1         | 0,08%       |
| Alții                         | 10        | 0,81%       |
| Total                         | 1242      |             |

Conform datelor recensământului din 2014:
| Grup etnic                     | Populație | % Procentaj |
| ------------------------------ | --------- | ----------- |
| Ruși                           | 752       | 73,44%      |
| Băștinașii declarați Moldoveni | 192       | 18,75%      |
| Ucraineni                      | 63        | 6,15%       |
| Găgăuzi                        | 8         | 0,78%       |
| Alții/Nedeclarat               | 10        | 0,98%       |
| Total                          | 1.024     | 100%        |

## Administrație și politică
Componența Consiliului local Troițcoe (9 consilieri), ales la 5 noiembrie 2023, este următoarea:
|  | Partid                                       | Consilieri | Componență | Componență | Componență | Componență | Componență |
|  | -------------------------------------------- | ---------- | ---------- | ---------- | ---------- | ---------- | ---------- |
|  | Partidul Social Democrat European            | 5          |            |            |            |            |            |
|  | Partidul Socialiștilor din Republica Moldova | 4          |            |            |            |            |            |